# Kreisverkehrsbetriebe Saarlouis
Die Kreisverkehrsbetriebe Saarlouis GmbH (KVS GmbH) ist ein Verkehrsunternehmen im Öffentlichen Personennahverkehr (ÖPNV) mit Sitz in der saarländischen Kreisstadt Saarlouis.

## Geschichte
Die KVS wurde 1913 als Aktiengesellschaft gegründet und betätigte sich als stromerzeugendes Unternehmen und als Betreiber der Straßen- und Kleinbahnen im Kreis Saarlouis, wobei die Kleinbahn von der Stadt Saarlouis übernommen wurde.
1925 erreichte das Netz mit Inbetriebnahme der Linie 9 nach Creutzwald (F) mit 75 km Gleislänge seine größte Ausdehnung. 1928 wurden Omnibus-Zubringerlinien eingerichtet. Bis 1947 wurde das Netz nach Kriegszerstörungen fast komplett wieder aufgebaut (73½ km). Im Zeitraum von 1953 bis 1963 wurde von Straßenbahn- auf Omnibusbetrieb umgestellt, wobei ab 1960 die Busse französischer Hersteller durch deutsche Busse abgelöst wurden. 1972 wurde der heutige Betriebshof längs der Straße „Am Kleinbahnhof“ (ehemaliger Güterbahnhof) in Betrieb genommen, gleichzeitig wurden die ersten Standardlinienbusse beschafft.
1993 wurden die ersten Niederflurbusse beschafft und ein landesweites Fahrplanauskunftsystem realisiert, das ab 1996 auch auf der Homepage angeboten wurde.
Seit 1994 besteht die Möglichkeit der Lichtsignalbeeinflussung durch KVS-Busse innerhalb des Stadtbereiches von Saarlouis. Seit 1997 haben alle neu beschafften Busse der KVS Klapprampen für den barrierefreien Einstieg an der zweiten Tür.
1997 wurde die KVG als Tochtergesellschaft der KVS AG gegründet. Ende 2001 wurden die operativen Abteilungen der Kreis-Verkehrsbetriebe Saarlouis AG in die KVS GmbH überführt, die seitdem für den Betrieb zuständig ist. Die KVS AG ist noch Eigentümer der Immobilien und Miteigentümer der KVS GmbH.
2005 wurde die KVS GmbH Gründungsmitglied des saarländischen Verkehrsverbundes (saarVV). Im Folgejahr wurden im Saarland landesweit eindeutige Liniennummern eingeführt, wobei für den Landkreis Saarlouis 400er-Nummern vorgesehen sind. Zum Teil sind die alten Liniennummern der Straßenbahn darin immer noch zu erkennen.
Seit 2007 beschafft die KVS Low-Entry-Busse, ab 2008 nach Abgasnorm Euro 5 und seit 2014 nach Euro 6.
2010 wurden nach über 180 Mercedes-Benz-Bussen erstmals Busse der Hersteller Solaris und Scania in Dienst gestellt.
Das 100-jährige Jubiläum wurde mit einem Festakt am 19. April 2013 und einem Mitarbeiterfest am 20. April 2013 gefeiert.
2024 wurden 15 Solobusse Ebusco 2.2 in die Flotte des Verkehrsunternehmens aufgenommen und fünf Gelenkbusse für 2025 angekündigt.

## Netz
Das Verkehrsangebot deckt den Landkreis Saarlouis ab. Zusätzlich fahren einzelne Linien u. a. nach Düppenweiler im Landkreis Merzig-Wadern, ins im Regionalverband Saarbrücken gelegene Völklingen und in den Landkreis St. Wendel. Sowohl fährt die KVS auch Linien für die VMW Merzig gemeinsam mit anderen Unternehmen. Nachfolgende Tabelle bietet einen Überblick über die Linien der KVS:
| Linie | Linienweg |
| ----- | --- |
| 401   | Saarlouis – Hbf – Roden – Dillingen – Diefflen – Nalbach – Saarwellingen – Fraulautern – Hbf – Saarlouis |
| 402   | Saarlouis – Hbf – Fraulautern – Ensdorf – Schwalbach – Hülzweiler – Fraulautern – Hbf – Saarlouis |
| 403   | Saarlouis – Hbf – Fraulautern – Saarwellingen – Nalbach – Diefflen – Dillingen – Hbf – Saarlouis |
| 404   | Saarlouis – Hbf – Fraulautern – Hülzweiler – Schwalbach – Ensdorf – Fraulautern – Hbf – Saarlouis |
| 406   | Saarlouis – Lisdorf – Ensdorf – Bous – Wadgassen – Schaffhausen / – Hostenbach und zurück |
| 409   | Saarlouis – Neuforweiler – Altforweiler – (Berus) – Bisten – Überherrn |
| 410   | Saarlouis – Wallerfangen – Dillingen und zurück |
| 411   | Saarlouis – Wallerfangen – Dillingen – Beckingen – Rehlingen – Siersburg – Gerlfangen / Eimersdorf – Fremersdorf und zurück |
| 413   | Saarlouis – Hbf – Roden – Röderberg – Ford-Werke – Ford Industriepark und zurück oder: Dillingen – Röderberg – Ford-Werke und zurück |
| 415   | Saarlouis – Lisdorf / Ensdorf – Bous – Knausholz – Elm – Sprengen – Schwarzenholz – Saarwellingen und zurück |
| 419   | Überherrn – Bisten – (Berus) – Altforweiler – Neuforweiler – Saarlouis |
| 420   | Saarlouis ZOB Kleiner Markt – Saarlouis DRK-Krankenhaus – Beaumarais Kirche – Beaumarais Süd – Beaumarais Kirche – Wallerfangen Bahnhof – Dillingen Bf (– Dillingen Hüttengelände)                                                                                                   |
| 421   | Saarlouis – (Picard) – Felsberg – Ittersdorf – Düren – Bedersdorf – Kerlingen – (St. Barbara) – Gisingen und zurück |
| 422   | (Saarlouis –) Wallerfangen – St. Barbara – Gisingen – (Oberlimberg) – Rammelfangen – Ihn – Leidingen und zurück |
| 423   | Rufbus: Gisingen – Gauorte – Gisingen |
| 424   | Dillingen – Diefflen – Diefflen Siedlung – Düppenweiler und zurück |
| 425   | Völklingen – Bous – Knausholz – Elm – Sprengen – Schwarzenholz – Saarwellingen – Nalbach / – Reisbach und zurück |
| 426   | Hülzweiler – Schwalbach – Griesborn – Bous und zurück |
| 427   | Schwalbach – Griesborn – Knausholz – Elm – Sprengen – Schwalbach |
| 428   | Saarlouis – Wadgassen – Bous – Völklingen und zurück |
| 429   | Saarlouis – Lisdorf – Wadgassen – Werbeln – Differten – Friedrichweiler und zurück |
| 435   | Saarlouis – Beaumarais – Picard – Saarlouis |
| 436   | Saarlouis – Picard – Beaumarais – Saarlouis |
| 437   | Saarlouis – Hbf – Roden – Roden Nord – Steinrausch – Fraulautern Siedlung – Fraulautern – Hbf – Saarlouis |
| 438   | Saarlouis – Hbf – Fraulautern – Fraulautern Siedlung – Steinrausch – Roden Nord – Roden – Hbf – Saarlouis |
| 439   | Hostenbach – Schaffhausen – Wadgassen – Werbeln – Differten – Friedrichweiler – Überherrn und zurück |
| 444   | Dillingen Bf – Pachten – Überm Berg – Dillingen Bf – Dillingen City – Dillingen Bf |
| 445   | Dillingen Bf – Dillingen City – Pachtener Heide / – Dillingen Nord und zurück |
| 446   | Saarlouis – Lisdorf – Holzmühle – Vogelsang – Saarlouis |
| 447   | Saarlouis – Vogelsang – Holzmühle – Lisdorf – Saarlouis |
| 449   | Ortsverkehr Schwalbach: Griesborn – Zum Bauhof – Schwalbach Ortsmitte – Knausholz – Elm – Sprengen |
| 453   | Rufbus: Lebach – Landsweiler – Eidenborn – Hoxberg – Falscheid – Eidenborn – Landsweiler – Lebach |
| 455   | Lebach – Knorscheid – Körprich – Bilsdorf – Nalbach – Dillingen (– Saarlouis) und zurück |
| 462   | Saarlouis – Dillingen – Rehlingen / Fremersdorf – Siersburg – Itzbach – Hemmersdorf – Gerlfangen – Fürweiler – Gerlfangen – Oberesch – Biringen / – Niedaltdorf und zurück |
| 463   | Lebach – (Landsweiler) – Eidenborn – Falscheid – (Hoxberg) – Reisbach – Saarwellingen – Saarlouis und zurück |
| 464   | Lebach – Niedersaubach – Rümmelbach – Gresaubach – Limbach – Dorf im Bohnental und zurück |
| 465   | Lebach – Schmelz – Hüttersdorf – Primsweiler und zurück |
| 466   | Schmelz – Hüttersdorf – Primsweiler – Nalbach – Diefflen – Dillingen – Saarlouis und zurück |
| 467   | Schmelz – Michelbach – Schattertriesch – Limbach – Dorf im Bohnental – Lindscheid und zurück |
| 468   | „Primsschnurrer“: Schmelz – Hüttersdorf – Primsweiler und zurück |
| 470   | Wadern – Dagstuhl – Noswendel – Bardenbach – Büschfeld – Limbach – Morscholz – Weiskirchen – Nunkirchen – Schmelz – Lebach und zurück |
| 473   | Lebach – Aschbach – Thalexweiler – Steinbach – Dörsdorf – Scheuern – Neipel – Überroth – Lindscheid – Dorf im Bohnental – Limbach – Bergweiler – Hasborn – Dautweiler werktags zusätzliches Rufbusangebot für die Orte Dorf im Bohnental, Scheuern, Neipel und Hasborn nach Dörsdorf |
| R3    | PlusBus: Lebach – Schmelz – Michelbach – Nunkirchen – Büschfeld – Bardenbach – Noswendel – Dagstuhl – Wadern und zurück |
| R5    | PlusBus: Lebach – Körprich – Bilsdorf – Nalbach – Dillingen – Roden – Saarlouis und zurück |
| X5    | ExpressBus: Lebach – Körprich – Nalbach – Dillingen – Saarlouis und zurück |
| MS2   | Saarlouis – Neuforweiler – Altforweiler – Bisten – Überherrn – Creutzwald (F) und zurück |
| MSX   | ExpressBus: Saarlouis Hbf – Saarlouis ZOB Kleiner Markt – Lisdorfer Berg – (Altforweiler) und zurück |
| 9xx   | 901, 902, 903 usw. sind E-Wagen (Einsatzwagen) im Schülerverkehr, die auch von der Stammlinie abweichende Linienwege befahren |

## Sonstiges
Die KVS ist Mitglied im Saarländischen Verkehrsverbund (SaarVV).